# Nanojapyx coalingae
Nanojapyx coalingae är en urinsektsart som beskrevs av Smith 1959. Nanojapyx coalingae ingår i släktet Nanojapyx och familjen Japygidae. Inga underarter finns listade i Catalogue of Life.